# Siegfried Valentiner

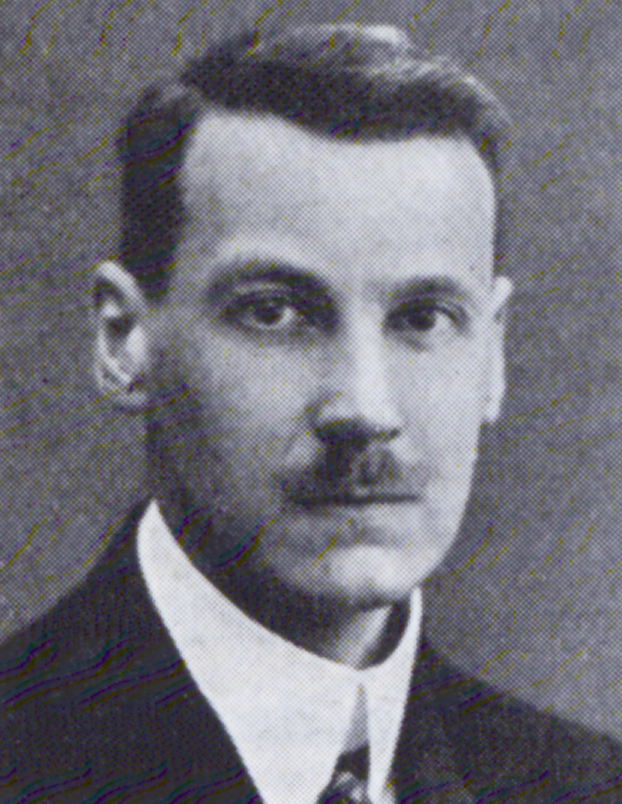
Siegfried Valentiner, um 1931

Richard Wilhelm Siegfried Valentiner (* 30. April 1876 in Mannheim; † 4. Juli 1971 in Vlotho) war ein deutscher Physiker sowie Hochschullehrer.

## Leben
Siegfried Valentiner war ein Sohn des Astronomen Wilhelm Valentiner und seiner Frau Anna Isis Elisabeth, geb. Lepsius (1848–1919), der Tochter des Ägyptologen Carl Richard Lepsius. Er legte 1894 sein Abitur an der Nikolaischule in Leipzig ab. Im Anschluss widmete er sich dem Studium der Physik an den Universitäten Leipzig und Heidelberg, das er 1900 in Heidelberg mit dem Erwerb des akademischen Grades eines Dr. phil. nat. abschloss.
Nach dem Ableisten seines Wehrdienstes übernahm er 1901 die Stelle eines wissenschaftlichen Assistenten an der Universität München. 1903 wechselte er in derselben Funktion an die Universität Halle, dort habilitierte er sich 1904 für Physik. 1905 nahm er eine Assistenzstelle an der Physikalisch-Technischen Reichsanstalt in Berlin-Charlottenburg an. 1909 wurde ihm ein Lehrauftrag für Physik und Photographie an der TH Hannover übertragen. 1910 folgte er dem Ruf auf das Ordinariat für Physik an der Bergakademie Clausthal, dort hatte er von 1921 bis 1923, 1923 bis 1925 und 1933 bis 1935 das Rektorat inne, 1947 wurde er emeritiert.
Im November 1933 unterzeichnete Valentiner das Bekenntnis der deutschen Professoren zu Adolf Hitler. Er trat am 1. Mai 1933 in die NSDAP ein.
Der evangelische Siegfried Valentiner heiratete 1906 Luise Schäfer, mit der er die vier Kinder Anneliese, Elfriede, Wilhelm Dietrich sowie Siegfried hatte. Er starb 1971 im Alter von 95 Jahren in Vlotho. Siegfried Valentiner war der ältere Bruder des Kunsthistorikers Wilhelm Reinhold Valentiner.
Siegfried Valentiner wurde 1950 mit der Ehrenbürgerschaft der Bergakademie Clausthal sowie 1955 mit dem Großen Bundesverdienstkreuz ausgezeichnet.

## Publikationen (Auswahl)
- Physikalische Probleme im Aufbereitungswesen des Bergbaus, Vieweg, Braunschweig, 1929.
- Physikalische Grundlagen der Meßtechnik in der Wärmewirtschaft, Vieweg, Braunschweig, 1940.
- Vektoranalysis, 7., wesentlich veränderte Auflage, de Gruyter, Berlin, 1950.
- Die spezifische Wärme von Eisen und Nickel, Verlag Stahleisen, Düsseldorf, 1958.